# Ісаковський Михайло Васильович
Ісако́вський Миха́йло Васи́льович (рос. Исаковский Михаил Васильевич; 7 [19] січня 1900, село Глотовка, нині Угранського району Смоленської області — 20 липня 1973, Москва) — російський поет, перекладач. Двічі лауреат Сталінської премії (1943, 1949), Герой Соціалістичної Праці (1970).

## Біографія
Справжнє прізвище — Ісаков.
У 1915—1917 роках навчався в гімназії в Смоленську.
Переклав твори Тараса Шевченка («Причинна», «Катерина», «Гоголю» та інші), поезії
І. Франка «У долині село лежить…», «В шинку», «Ще щебече у садочку соловій…», а також драму-феєрію Лесі Українки «Лісова пісня».

## Премії
- 1943 — Сталінська премія за твори, що стали популярними піснями («І хто його знає», «Катюша», «Вогник», «У прифронтовому лісі», «Ой тумани мої» та інші).
- 1949 — Сталінська премія за збірку «Вірші та пісні» (1948).